# Alfa Romeo Giulietta (1977)
Alfa Romeo Giulietta – samochód osobowy klasy średniej produkowany przez włoską markę Alfa Romeo w latach 1977−1985. 

## Historia i opis modelu

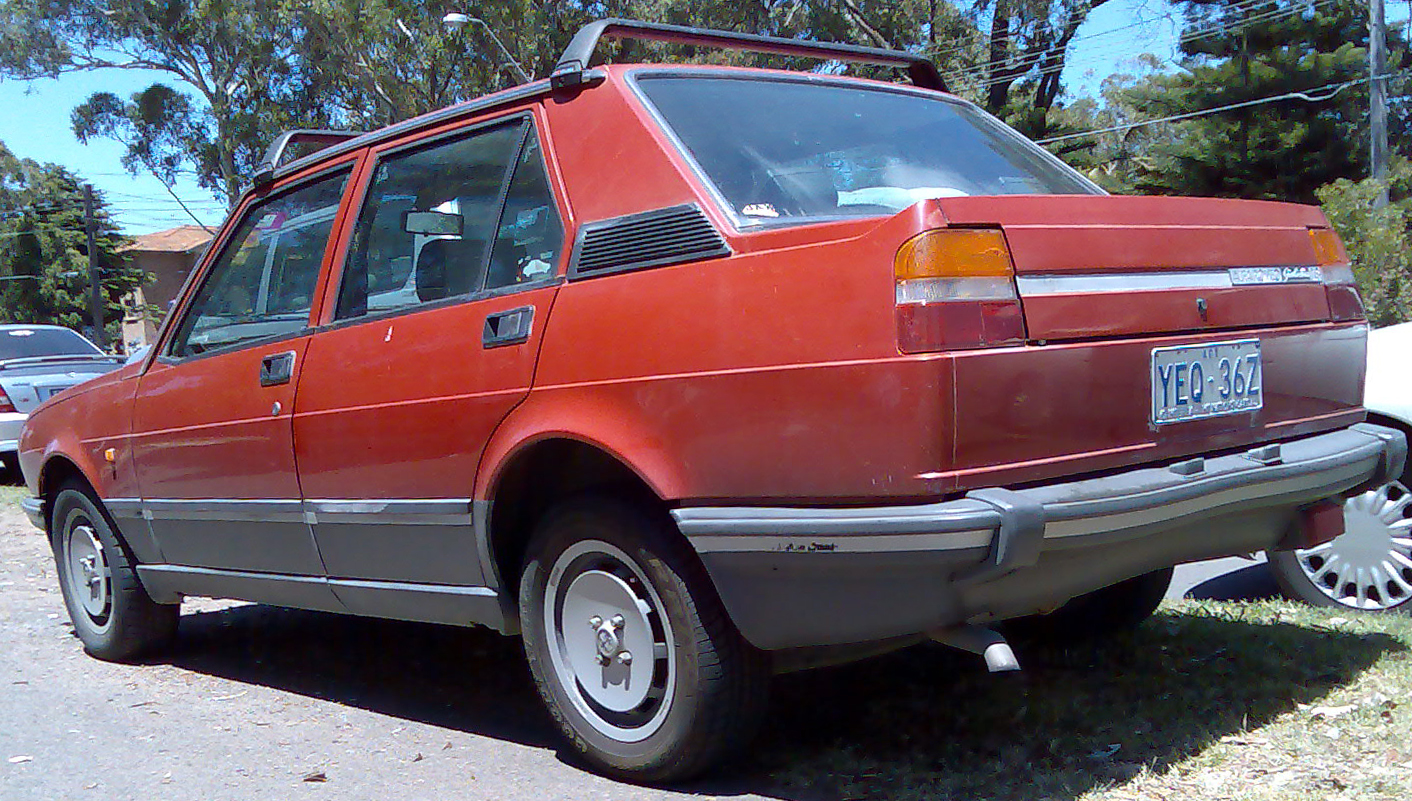
Alfa Romeo Giulietta - tył

Giulietta została wprowadzona do produkcji w listopadzie 1977. Nazwę zapożyczono z modelu serii 750 i 101 produkowanego w latach 1954-1965, konstrukcja nowego modelu bazowała na podwoziu Alfetty. Przez cały okres produkcji przeprowadzono dwa faceliftingi, pierwszy raz w 1981, drugi w 1983. Moc przenoszona była na oś tylną poprzez 5-biegową manualną skrzynię biegów.
Tuż po wprowadzeniu do produkcji dostępne były dwa silniki, 1.3 (1357 cm³, 95 KM) oraz 1.6 (1570 cm³, 109 KM). Od maja 1979 dostępna była jednostka 1.8 (1779 cm³, 122 KM), wtedy też wprowadzono wersję Super Giulietta 2.0 (1962 cm³, 130 KM).
Latem 1981 przeprowadzono pierwszy facelifting modelu. Zmianom poddano zarówno wnętrze jak i nadwozie samochodu, bez zmian pozostawiono układ napędowy i silniki. Podczas targów motoryzacyjnych w Paryżu w 1982 zaprezentowano odmianę 2.0 Turbo Autodelta (175 KM), turbodoładowaną wersję jednostki 2.0. Produkcyjna Giulietta Turbodelta miała silniki o mocy 170 KM, turbosprężarkę KKK oraz dwa podwójne gaźniki Weber. Powstało 361 egzemplarzy wersji Turbo, wszystkie otrzymały czarne nadwozie i czerwoną skórzaną tapicerkę. W 1982 roku wprowadzono na rynek wersje Giulietta 2.0 Ti oraz wysokoprężną z turbodoładowanym silnikiem VM (2.0, 82 KM).
W październiku 1982 modele Alfetta i Giulietta w wersji turbodiesel pobiły na torze Nardò rekordy średniej prędkości na dystansie 5, 10, 25 i 50 tys. kilometrów oraz 5, 10 i 25 tysięcy mil.
Pod koniec 1983 do sprzedaży trafiła trzecia seria modelu Giulietta. Przeprojektowano zderzaki oraz wygląd wnętrza, nieznacznym modyfikacjom poddano także układ hamulcowy oraz kolektor dolotowy. Produkcję modelu zakończono w 1985, po wytworzeniu około 380 000 egzemplarzy, a następcą została Alfa Romeo 75.

### Dane techniczne
| Wersja                | Silnik             | Pojemność skokowa  | Moc maksymalna                       | Maks. moment obrotowy      | Prędkość maksymalna | Przyspieszenie 0–100 km/h | Śr. zuż. paliwa na 100 km |
| Silniki benzynowe:    | Silniki benzynowe: | Silniki benzynowe: | Silniki benzynowe:                   | Silniki benzynowe:         | Silniki benzynowe:  | Silniki benzynowe:        | Silniki benzynowe:        |
| --------------------- | ------------------ | ------------------ | ------------------------------------ | -------------------------- | ------------------- | ------------------------- | ------------------------- |
| 1.3                   | DOHC R4            | 1357 cm³           | 95 KM (70 kW) przy 6000 obr./min.    | 121 Nm przy 4500 obr./min. | 165 km/h            | 12,7 s                    | 9 l                       |
| 1.6                   | DOHC R4            | 1570 cm³           | 109 KM (80 kW) przy 5600 obr./min.   | 142 Nm przy 4300 obr./min. | 175 km/h            | 11,5 s                    | 9,1 l                     |
| 1.8                   | DOHC R4            | 1779 cm³           | 120 KM (89,5 kW) przy 5300 obr./min. | 167 Nm przy 4000 obr./min. | 180 km/h            | 11 s                      | 9,9 l                     |
| 2.0                   | DOHC R4            | 1962 cm³           | 130 KM (95,5 kW) przy 5400 obr./min. | 181 Nm przy 4000 obr./min. | 185 km/h            | 9,7 s                     | b/d                       |
| Turbodelta            | DOHC R4            | 1962 cm³           | 170 KM przy 5000 obr./min.           | 283 Nm przy 3500 obr./min. | 206 km/h            | 7,5 s                     | b/d                       |
| Silniki wysokoprężne: |                    |                    |                                      |                            |                     |                           |                           |
| Turbodiesel           | R4                 | 1995 cm³           | 82 KM przy 4300 obr./min.            | 162 Nm przy 2300 obr./min. | 155 km/h            | 15 s                      | 7,8                       |